# Doktríny rozhodčího řízení
Doktrínu lze obecně charakterizovat jako určitou nauku, která je pevně daná. Opírá se o určitou autoritu, proto také bývá označována jako soustava dogmat, neboli nezměnitelných zásad. Z historicko-právního hlediska existují celkem čtyři doktríny ovládající rozhodčí řízení. Jde o teoretické koncepce, které rozhodčí řízení ovládají. V odborné právnické literatuře jsou běžně obsaženy čtyři základní koncepce, a to:
- jurisdikční doktrína
- smluvní doktrína
- autonomní doktrína
- smíšená doktrína

## Doktrína jurisdikční (judicial theory)
Jurisdikční doktrína je hlavním elementem celého rozhodčího řízení. Je postavena na hypotéze, že pravomoc rozhodovat spory patří mezi základní pravomoci určitého státu. Stát má také pravomoc, v rámci své jurisdikce, aby se případné spory řešily jiným způsobem nežli pomocí klasického soudního systému, nicméně má zároveň je oprávněn pravomocí takové rozhodování kontrolovat či regulovat, tzn. má pomocnou funkci.
Rozhodce, jenž má rozhodovat určitý spor, se tak v tomto pojetí dostává do pozice, která je srovnatelná s pozicí soudce obecného soudu. Důležité je, že tato pravomoc je delegována od příslušného státu. Předmětem rozhodčí smlouvy je v zásadě přenesení jurisdikce ze státních soudů na soudy nestátní, resp. na rozhodce. Každý stát má proto právo regulovat a kontrolovat aktivity realizované na jeho území. Rozhodčí řízení má pro konkrétní rozhodovaný případ původ v dohodě stran. Současně však rozhodující pro realizaci řízení je ta skutečnost, že možnost konat toto řízení, ustanovení rozhodců, účinky arbitrážní smlouvy, pravomoc rozhodců, vykonatelnost rozhodčího nálezu apod. se opírají o právní řád určitého státu. Rozhodci vykonávají rozhodovací pravomoc s tím, že řeší spor cestou nalézání práva na základě pravomoci delegované státem, a nikoli dohodou stran. V ČR patří k zastáncům této koncepce například Květoslav Růžička, Alexander Bělohlávek nebo Zdeněk Kučera.

## Doktrína smluvní (contractual theory)
Základem smluvní doktríny je svobodná vůle stran potenciálního sporu, jedná se tedy o projev základní zásady celého soukromého práva, a to autonomie vůle. Tato doktrína tedy uznává výhradně platnou rozhodčí smlouvu a projev vůle stran v ní obsažený. Odráží se v ní také zásada pacta sunt servanda, vzhledem k tomu, že strany dobrovolně uzavřely rozhodčí smlouvu. Vše je tedy závislé na stranách konkrétního sporu. Co se týče rozhodčího nálezu, ten má logicky stejnou smluvní povahu, přičemž původ rozhodčího nálezu je odvozen z platné rozhodčí smlouvy. Z pohledu této koncepce má stát jen malý vliv na rozhodčí smlouvu, samotné řízení, či rozhodčí nález. Tím se také odlišuje od doktríny jurisdiční. Naopak strany konkrétního sporu, který je podroben rozhodčímu řízení mají širokou působnost a volnost díky zmiňované autonomii vůle. Mohou určovat práva pro všechny složky procesu, tedy normy procesní i hmotné. K této koncepci se přiklání zejména Ústavní soud, který ji potvrdil i ve svém nálezu z roku 2002. Nevýhodou této koncepce je situace, že nedostatečně vysvětluje roli státu, a to zejména v otázkách arbitrability sporu nebo pomocných a kontrolních funkcí obecných soudů. Nutno dodat, že ve své základní podobě odporuje základním požadavkům na spravedlivý proces, právě proto, že nezajišťuje kontrolu ze strany obecných soudů.

## Doktrína smíšená
Smíšená doktrína, jak její název sám napovídá, kombinuje dvě výše zmíněné koncepce - doktrínu jurisdikční a doktrínu smluvní. Cílem smíšené doktríny je snaha odstranit koncepční nedostatky dvou předchozích doktrín. S touto doktrínou přišel vůbec poprvé prof. Survilla, posléze ji více rozvedl Sausser-Halla. Pro existenci rozhodčího řízení je nutné spolupůsobení dvou prvků. Prvním z nich je vůle stran podřídit spor před rozhodci a v rámci rozhodčího řízení. Druhým je pak vůle státu propůjčit rozhodčímu řízení stejné účinky jako má rozhodnutí státu. První i druhý prvek jsou velmi důležité. K této teorii se přiklání zejména prof. Rozehnalová, děkanka Právnické Fakulty Masarykovy univerzity v letech 2007–2015.

## Doktrína autonomní
Poslední z uvedených teoretických koncepcí, které ovládají rozhodčí řízení, je doktrína autonomní. Jedná se o spíše okrajový a nejméně zastávaný přístup. Tato koncepce zastává názor, že mezinárodní rozhodčí řízení je autonomní a vnitrostátní právo příslušného státu jen dopomáhá v plnění jejich funkcí. Také tvrdí, že vůle stran je základní prvek rozhodčího řízení, proto nesmí ji nesmí žádný stát předurčovat.